# Vedanta Resources
 Vedanta Resources é uma empresa de mineração britânica fundada em 1976 por Anil Argawal, seus principais produtos são o cobre, zinco, alumínio, chumbo e o minério de ferro,ela também opera nas áreas de petróleo e gás e energia comercial, a maior parte do faturamento da Vedanta vem das suas operações de alumínio.

## História
A empresa foi fundada em Mumbai em 1976 por Anil Agarwal, como uma companhia de sucatas, em 1979, ele adquiriu a Shamsher Sterling Corporation, uma fabricante de cabos de energia.
A empresa adquiriu uma participação majoritária na Balco, a empresa estatal indiana de alumínio, em 2001. Foi listada pela primeira vez na Bolsa de Valores de Londres em 2003, quando, como Vedanta Resources, levantou 876 milhões de dólares por meio de uma oferta pública inicial.
Em 2006, a Vedanta adquiriu a Sterlite Gold, uma empresa de mineração de ouro, e em 2007, a Vedanta Resources comprou uma participação de 51% na Sesa Goa, a maior produtora e exportadora de minério de ferro da Índia, no mesmo ano a empresa passou a ser listada na NYSE.
Em 2008, a Vedanta comprou alguns dos ativos da Asarco, uma empresa de mineração de cobre por 2.6 bilhões de dólares e em 2010, adquiriu o portfólio de ativos de zinco da Anglo American na África do Sul, Namíbia e Irlanda.
Em julho de 2011, a Vedanta adquiriu 58,5% por 8.5 bilhões de dólares do controle acionário da Cairn India, a maior empresa de petróleo e gás do setor privado da Índia,a operação de aquisição foi cobcluida em janeiro de 2013.Em junho de 2018, a Vedanta adquiriu 90% de participação na Electrosteel Steels, uma produtora de aço.
Em setembro de 2018, a empresa anunciou que Anil Agarwal fecharia o capital da Vedanta Resources a partir de 1 de outubro de 2018, ela era listada na Bolsa de Valores de Londres desde 2003 e foi a primeira empresa de origem indiana a ser cotada na bolsa britânica.